# Viktor Kalnitski

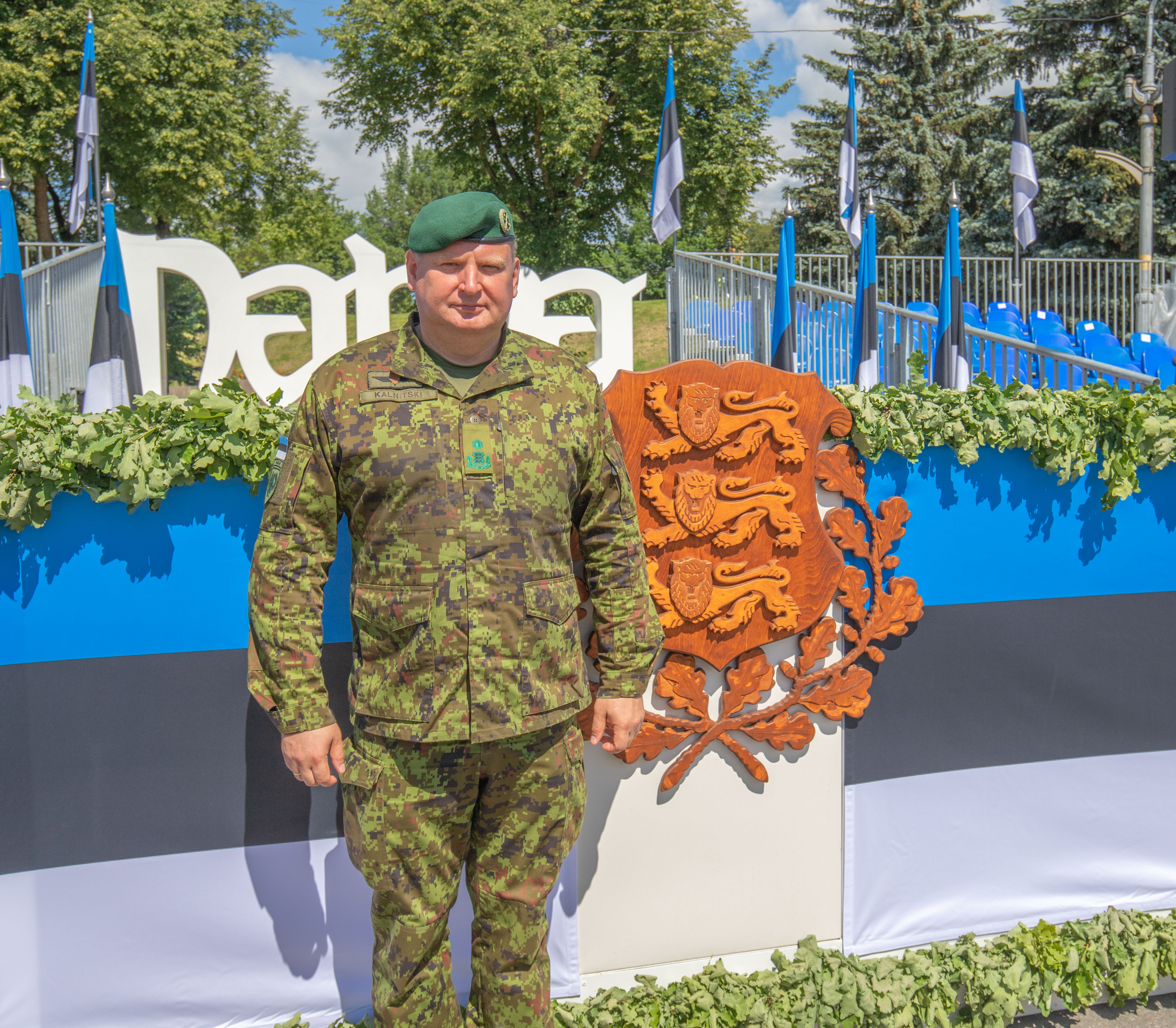
Viktor Kalnitski (2024)

Viktor Kalnitski (* 1. Februar 1975 in Tallinn) ist ein estnischer Offizier im Range eines Brigadegenerals. Seit dem 20. Juni 2024 ist er Kommandant der estnischen Militärakademie.

## Leben
Viktor Kalnitski wurde 1975 in Tallinn, der Hauptstadt der damaligen Estnischen SSR, geboren. Dort erfolgte auch seine schulische Ausbildung, die er 1993, nachdem das Land seine Unabhängigkeit wiedererlangt hatte, abschloss.

### Militärische Laufbahn
Der spätere General begann seinen Dienst bei den estnischen Streitkräften 1994 als Wehrdienstleistender. Seine Offiziersausbildung absolvierte er anschließend in Estland und Finnland. Im Rahmen seiner Laufbahn diente er primär bei der Artillerie und war als Batterie-, Stabs- und Bataillonschef beim Artilleriebataillon tätig. Kalnitski nahm bei drei Rotationen an Auslandsmissionen in Afghanistan teil – unter anderem als Kommandeur des estnischen Kontingents in den Jahren 2010 bis 2011. Zudem war er in Führungspositionen beim Verteidigungsbund (Kaitseliit) tätig. Später übernahm er führende Aufgaben im Stab der Streitkräfte.
Am 19. Juni 2024 wurde Viktor Kalnitski zum Brigadegeneral befördert. Einen Tag später wurde er zum Kommandanten der estnischen Militärakademie in Tartu ernannt. Er folgt hier auf Vahur Karus, der kurz zuvor zum Stabschef der Streitkräfte ernannt worden war.